# بيت النصيري (بني العوام)
بيت النصيري هي إحدى قرى عزلة ردمان بمديرية بني العوام التابعة لمحافظة حجة، بلغ تعداد سكانها 948 نسمة حسب تعداد اليمن لعام 2004.